# Aliança Cooperativa Internacional
L'Aliança Cooperativa Internacional (ACI) és una organització no governamental que reuneix i representa empreses cooperatives de tots els sectors d'activitat d'arreu del món. Es va fundar a Londres l'any 1895 per coordinar el desenvolupament del cooperativisme entre diferents països, així com establir uns principis cooperatius comuns que guiïn les relacions dintre i fora de les cooperatives. Des de 2013, la seva seu es troba a Brussel·les.
És un organisme consultiu de l'Organització de les Nacions Unides des de 1946. També col·labora amb organismes que depenen de l'ONU, com la UNESCO en programes de formació, la FAO a través del Programa Alimentari Mundial, l'OIT, o la Conferència de l'ONU sobre el Comerç i el Desenvolupament. Juntament amb altres institucions internacionals va establir el Comitè de Promoció i Avenç de Cooperatives el 1971.
L'any 2022 aglutinava més de 230 organitzacions de més de 100 estats, i que en conjunt representen més de 730 milions de persones de tot el món.

## Història
La idea de formar una Aliança Internacional sorgia de tant en tant quan cooperativistes de diversos països es trobaven. Hi va haver un primer intent de constitució a París el 1867, però la reunió va ser prohibida per la policia. Es va proposar novament la creació de l'organització al congrés de 1886 a Plymouth, on eren presents teòrics del cooperativisme, com George Holyoakei i Charles Gide, així com els patricis Edward Greening, Edward Vansittart Neale i Emile de Boyve. Tanmateix, no va ser fins al Congrés de la Cooperativa Rochdale de 1892 en què es va decidir impulsar l'Aliança Internacional. El líder dels socialistes cristians anglesos, Edward Vansitart Neale, va tenir un rol important en aquesta decisió i la seva mort va endarrerir el procés de fundació. El projecte es va reprendre en el Festival Nacional de Cooperació dut a terme el 1893 al Crystal Palace i que va aplegar cooperativistes internacionals. Edward O. Greening i Henry W. Wolff van reactivar la creació de l'Aliança.
L'Aliança Cooperativa Internacional es va fundar finalment en el primer Congrés de Londres de 1895, amb delegats de 13 grups nacionals d'Europa, Argentina, Austràlia, Índia i Estats Units d'Amèrica. L'objectiu era crear una superestructura internacional que coordinés els moviments cooperativistes desenvolupats en diversos països industrials. En els seus principis, l'ACI va donar preferència a les cooperatives de producció autònomes. Fet que s'ha assenyalat d'influència del cooperativisme de Phillippe Buchez a França i, també, dels socialistes cristians anglesos, que es decantaven per les cooperatives industrials i cooperatives de consum. Més endavant, el congrés de Manchester de 1902 va eliminar les representacions individuals per donar accés i vot només a les col·lectives. En el congrés d'Hamburg de 1910, l'ACI va convidar totes les formes de cooperatives a unir-se a l'organització, que hauria de formar-ne la base.
El desè congrés es va preveure celebrar a Basilea (Suïssa), però es va anul·lar per la Gran Guerra (1914-1918), ja que impossibilitava la presència de tots els seus membres. Tanmateix, l'ACI va mantenir la seva activitat i va celebrar dos congressos a París, en què només van poder assistir-hi representacions de països aliats i neutrals. Durant la Primera Guerra Mundial, l'ACI va treballar intensament per preparar l'escenari posterior al conflicte armat. Pel que fa a la Segona Guerra Mundial, l'ACI no va celebrar congressos, però va actuar en solidaritat amb cooperativistes fugitius de països com Txecoslovàquia, Finlàndia, França, Itàlia, Holanda, Polònia i Noruega, anteriorment també d'Espanya. S'ha assenyalat el seu principi de neutralitat política com a factor que ha permès mantenir la seva unitat, malgrat els conflictes polítics internacionals, també durant la Guerra Freda, que va dividir altres organitzacions com la Internacional Socialista o la Federació Sindical Mundial.
El congrés de París de 1937 va fixar les condicions perquè una cooperativa pugui formar part de l'ACI. Prenent de referència els principis dels Pioners de Rochdale de 1844, es van establir set principis fonamentals, quatre d'obligatoris i tres de recomanats. Per una banda, calia que les cooperatives fossin d'adhesió lliure i oberta a tothom, amb un control democràtic (un vot per membre), una distribució d'excedents a prorrata de les transaccions, i un interès limitat al capital. Per altra banda, es recomanava la neutralitat política i religiosa, la venda al comptat i el foment de l'educació. La declaració sobre Identitat Cooperativa que es va adoptar el 1995 en el congrés de Manchester (el centenari de l'organització) va redefinir alguns dels principis cooperatius.
L'ACI ha col·laborat amb l'Organització Internacional del Treball des de la dècada de 1920. Destaca la recomanació núm. 193 sobre la promoció de les cooperatives que va aprovar aquesta organització el juny de 2002. Així mateix, es va promoure un acord de col·laboració entre ambdues organitzacions el 2004 per al treball digne i reducció de la pobresa a través de les cooperatives.

## Organització
La ACI celebra un Congrés cada dos o tres anys. El Comitè Central es reuneix un cop l'any, nomenat pel congrés, amb candidats proposats per les cooperatives. Dels membres d'aquest Comitè, en són elegits catorze que formen el Comitè Executiu, que procura que hi siguin representades totes les ètnies.
L'ACI té una direcció i un secretariat permanent que es troba a Brussel·les des de 2013, anteriorment a Londres (1895-1982) i Ginebra (1982-2013). Les llengües oficials dels congressos són el francès, anglès, alemany, rus i castellà.
Des de 1992, l'ACI té quatre Oficines Regionals situades a Bèlgica, Índia, Kènia i Costa Rica. Una decisió que es va aprovar al Congrés celebrat a Tòquio per descentralitzar l'estructura en les regions d'Europa, Àfrica, Àsia, el Pacífic i Amèrica. A més d'aquestes oficines, compta amb nou cossos especialitzats en subtipus de cooperatives: agràries, bancàries, de consumidors, pescadors, salut, habitatge, turisme, assegurances, i treballadors. També té quatre comitès temàtics: comunicació, igualtat de gènere, desenvolupament de recursos humans i recerca. Així mateix, l'ACI va crear una comissió per a discutir els principis bàsics de l'organització i adaptar la seva actuació a les circumstàncies del lloc i temps. Es va plantejar per evitar el dogmatisme.
El finançament de l'ACI prové principalment de les contribucions dels seus membres, que paguen una subscripció amb una taxa bàsica universal, en proporció al nombre de membres de la cooperativa, i un coeficient que té en compte les diferències socioeconòmiques de cada país.

## Publicacions, celebracions i esdeveniments culturals
Des de 1907, l'ACI edita la Review of International Co-operation que és la revista oficial d'aquesta organització on es debat sobre qüestions que afecten les cooperatives arreu i amb una secció sobre articles d'investigació de la Conferència Anual Internacional de Recerca Cooperativa. També es va començar a publicar l'índex de les cooperatives de majors dimensions el 2006, l'anomenat ICA Global 300.
El Dia Internacional de la Cooperació es va celebrar per primera vegada el 1923. Des de 1995, se celebra el primer dissabte de juliol, juntament amb el Dia Internacional de les Cooperatives de les Nacions Unides. L'objectiu de la celebració és destacar la contribució del moviment cooperatiu en resoldre qüestions globals.
En el Congrés celebrat a Gant el 1924, es va dur a terme l'Exposició Cooperativa Internacional, que va tenir participació de les Federacions de Cooperatives de Catalunya i del Nord d'Espanya, la Quinta de Salut l'Aliança i una representació de l'Institut de Reformes Socials.